# Sainte-Anne-d'Auray

Sainte-Anne-d'Auray este o comună în departamentul Morbihan, Franța. În 1 ianuarie 2022 avea o populație de 2.837 de locuitori.